# Gefängnis des Anemas

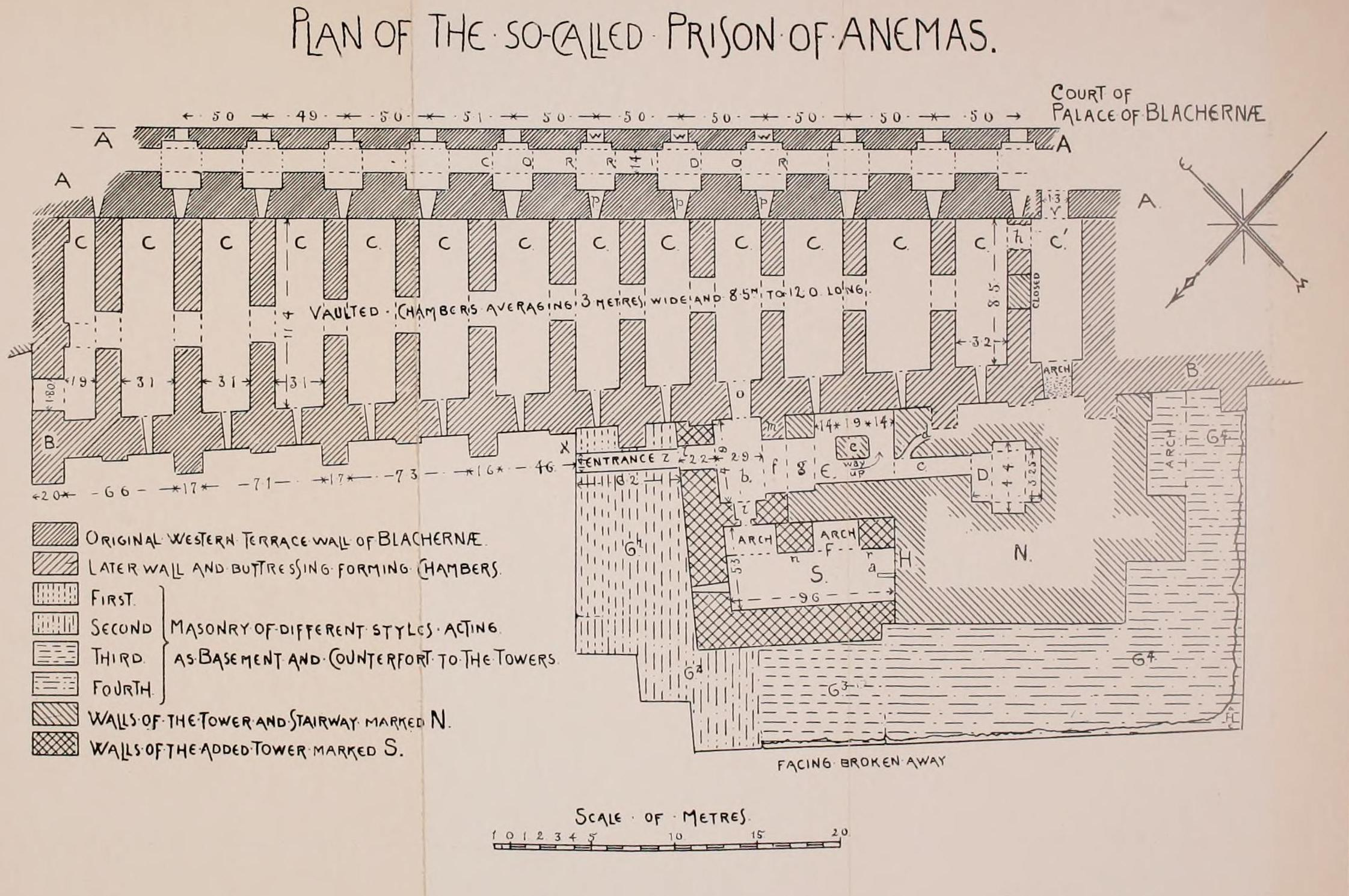
Grundrissskizze des Anemas-Gefängnisses von Alexander van Millingen

Das Gefängnis des Anemas ist ein großes byzantinisches Gebäude, das mit der sog. Blachernen-Palast der Stadt Konstantinopel (dem heutigen Istanbul) verbunden ist. Es wird traditionell mit dem Gefängnis identifiziert, in denen als erster Gefangener Michael Anemas inhaftiert war, ein byzantinischer General, der sich erfolglos gegen Kaiser Alexios I. Komnenos (1081–1118) erhoben hatte. Nach diesem ersten Häftling wurde das Gefängnis später in byzantinischen Quellen benannt. Das Gebäude erlangte besonders in den letzten Jahrhunderten des Byzantinischen Reiches Berühmtheit, als vier Kaiser dort eingekerkert wurden.

## Beschreibung

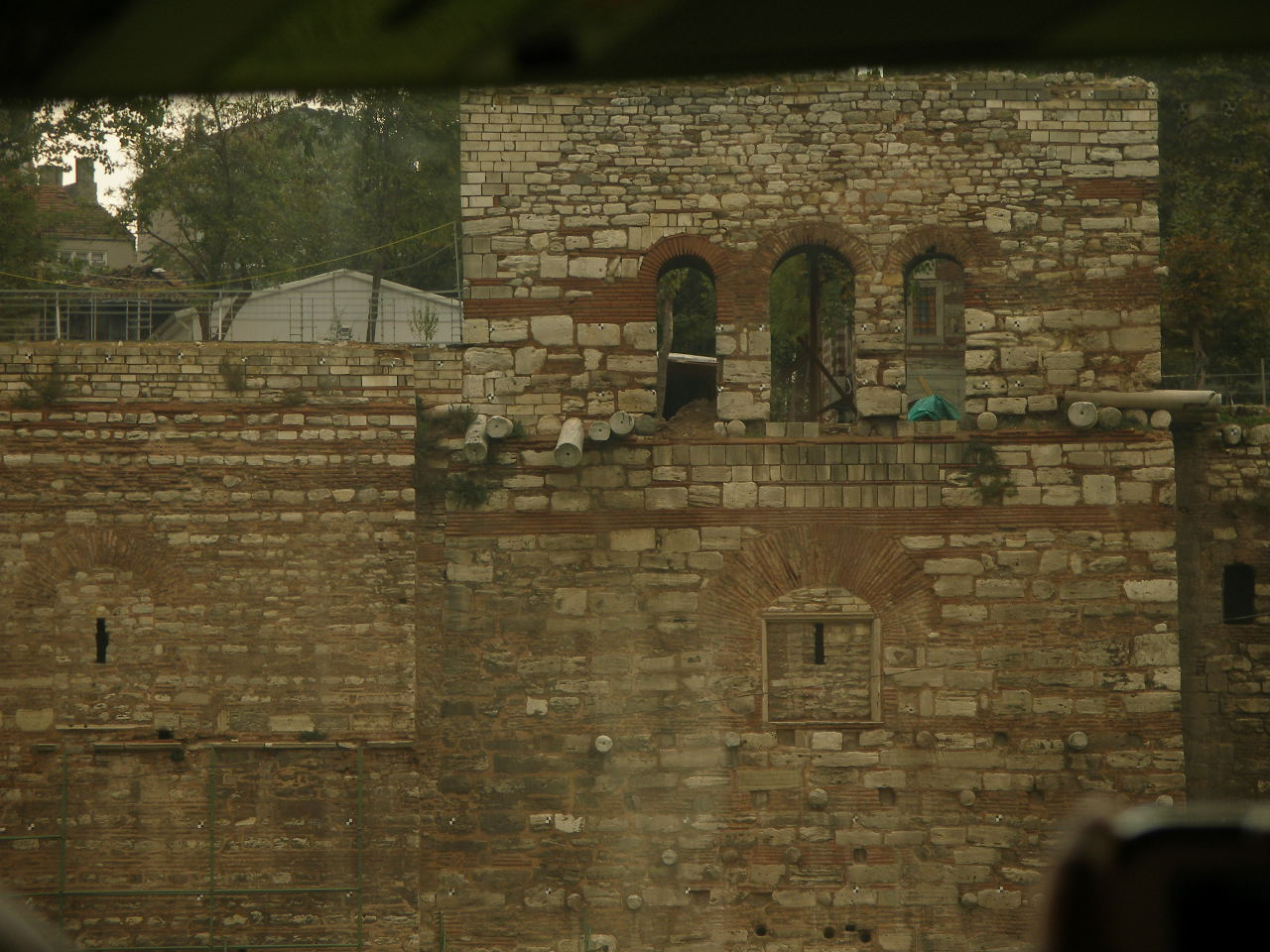
Der sogenannte Turm des Isaak Angelos mit seinem charakteristischen irregulären Mauerwerk mit den wiederverwendeten Steinsäulen

Das Gebäude lag in der Vorstadt Blachernai zwischen den um die Mitte des 11. Jahrhunderts von Kaiser Manuel I. Komnenos (1143–1180) errichteten Mauerabschnitten, den älteren von Kaiser Herakleios (regierte 610–641) und denen Leos V. des Armeniers (813–820). Ein kurzes Mauerstück verbindet den Komplex im Osten mit Manuel Komnenos’ Mauer. Die Außenmauer selbst ist außerordentlich hoch, sie erhebt sich bis zu 23 Meter über den Boden davor und ist zwischen elf und 20 Meter dick. Hinter der äußeren Kurtine besteht das Gebäude aus zwölf dreistöckigen Kammern. Die äußere Fassade wird von zwei rechteckigen Türmen flankiert, Seite an Seite gebaut, mit einer gemeinsamen Wand. Die Zwillingstürme werden ihrerseits von einer massiven Strebe gestützt, die fast acht Meter über dem Bodenniveau aufragt und zwischen 6,5 und neun Meter vor den Türmen selbst heraussteht.
Trotz ihrer Nähe zueinander unterscheiden sich die Türme deutlich in ihrer Konstruktion, ein Umstand, der sich auch auf die Brustwehr auswirkt und auf verschiedene Entstehungszeiten hinweist. Der Südturm ist ein irreguläres, viereckiges, zweistöckiges Gefüge. Sein Mauerwerk ist sehr uneben; es enthält viele, oft nicht vollständig eingesetzte Steinsäulen, und sein Stützpfeiler besteht aus unregelmäßig eingepassten Steinen. Seine innere Gliederung mit dem geräumigen Obergeschoss, seinen großen Fenstern und dem westwärts ausgerichtetem Balkon lässt eine Verwendung als Wohnturm annehmen. Kombiniert unterstützen diese Faktoren die übliche Gleichsetzung mit dem „Turm des Isaak Angelos“: Laut dem Historiker Niketas Choniates wurde der Turm von Kaiser Isaak II. Angelos (1185–1195, 1203–1204) sowohl als Verstärkung als auch als privater Wohnsitz errichtet, wobei dieser sich des Materials verfallener Kirchen bediente. Im Gegensatz dazu steht der Nordturm, der als der „Turm des Anemas“ angesehen wird; eine sorgfältig ausgeführte Konstruktion und hervorragendes Beispiel für die typisch byzantinische Verwendung abwechselnder Schichten von Natursteinen und Lehmziegeln. Seine Strebe besteht aus großen, regelmäßigen, vorsichtig angepassten Blöcken. Die Stärke der Mauern und Streben lässt sich dadurch erklären, dass dieses Element die westlichste Stützwand des weiten, terrassierten Hügels formte, auf dem der spätbyzantinische Blachernen-Palast erbaut wurde.

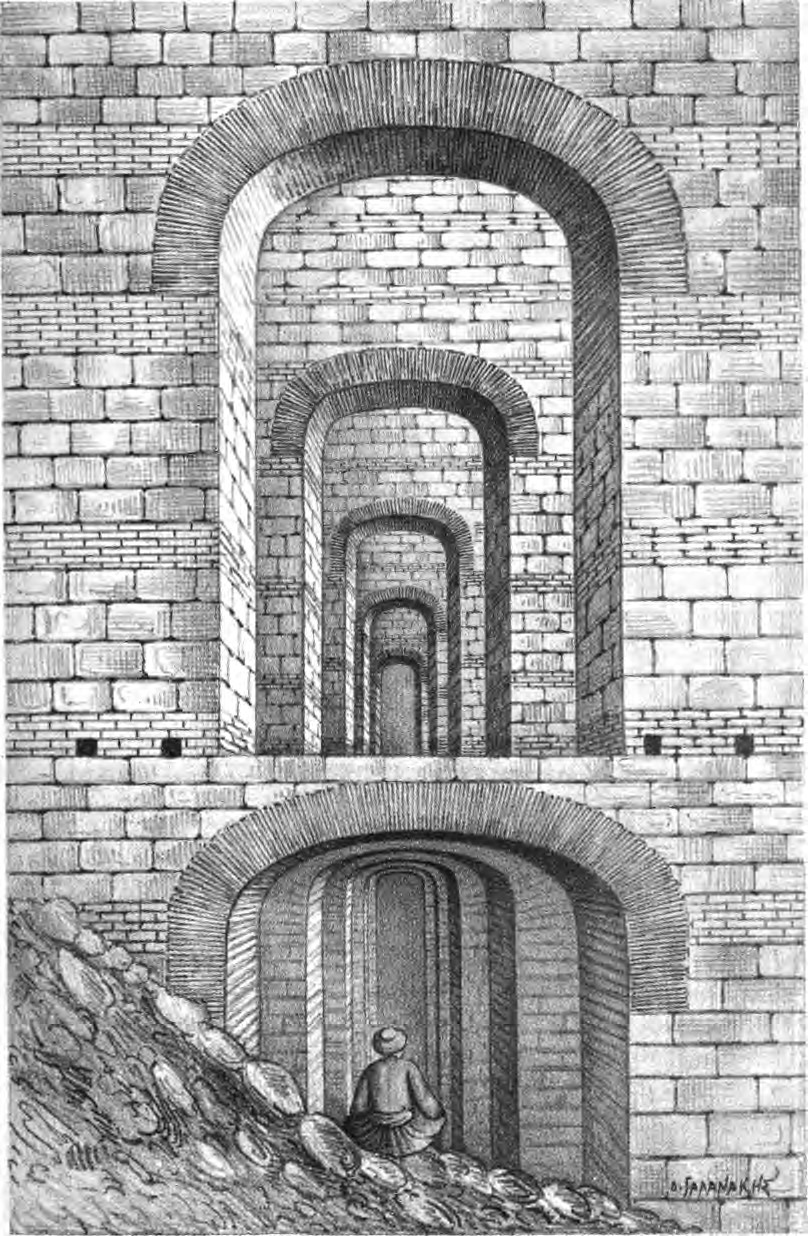
Innenansicht der gewölbten Gefängniszellen von Anemas in einer Illustration aus dem 19. Jahrhundert

Die Hauptstruktur besteht aus dreizehn Querstrebenwänden, durchbrochen von drei einander überlagernden Ziegel-Strebebögen, die zwölf Abteilungen definieren, jede neun bis 13 Meter breit. Die beiden längs verlaufenden Wände sind nicht parallel, sondern gehen nach Norden hin stetig auseinander. Die östliche Wand ist auf den oberen beiden Stockwerken mit einem übereinanderliegenden Paar Korridore ausgestattet, im Innern der Mauer gebaut und erleuchtet von Schießscharten in der Fassade. Die Kellerabteile sind fensterlos, aber die oberen Etagen werden durch einige kleine Öffnungen der Westwand beleuchtet. Eine Wendeltreppe verbindet die Hauptstruktur mit den zwei Türmen.
Inkonsistenz bei der Positionierung der Fenster, teilweise abgedeckt durch spätere Ergänzungen, wie auch andere Hinweise auf eine sukzessive Umgestaltung, zeigen, dass das Gebäude in verschiedenen Phasen umgebaut wurde. Die östliche, stadtwärts gerichtete Mauer kam als Erstes, als einfacher Verteidigungswall mit Galerien, von denen aus Geschosse durch die Schießscharten hindurch abgefeuert werden konnten. Die restliche Hauptanlage wurde später angebaut, möglicherweise als verstärkte Verkleidung für den Palasthügel. Die Rolle der Unterteilungen ist unklar; die Abteile wurden als Gefängniszellen erkannt, was die Bezeichnung „Anemas-Gefängnis“ auf die ganze Konstruktion transferierte, jedoch können derartige Hypothesen nicht überzeugend geprüft werden. Es ist auch möglich, dass die Kammern als Lagerräume dienten, oder (in den oberen beiden Stockwerken zumindest) als Barackenräume, zumal die Anlage Teil der Verteidigungswerke war.
Die Türme wurden wohl als Letztes errichtet, der südliche ist jünger als der nördliche, da er eine Wand teilt, die eindeutig zum Älteren gehört. Dies allerdings falsifiziert die Interpretation, respektive als die Türme des Anemas und des Isaak Angelos, da Ersterer als in den ersten Jahren des 12. Jahrhunderts vorhanden aufgezeichnet wurde, mehr als 70 Jahre vor dem Bau des „Turms des Isaak Angelos“. Verschiedene Theorien wurden erstellt, um dies zu klären. Eine davon besagt, dass die traditionelle Zuordnung verkehrt ist, eine andere, dass beide Namen dasselbe Gebäude bezeichnen. Wieder eine weitere schlägt vor, den „Turm des Anemas“ weiter nördlich einzuordnen, als Teil der Mauer des Herakleios. Alle diese bringen neue Probleme mit sich, und die althergebrachte Meinung ist heutzutage noch immer die meistverwendete.

## Insassen
Nach Anna Komnena war Michael Anemas der erste dort inhaftierte Mann, und nach ihm wurden das Gefängnis und der Turm anschließend benannt. Michael hatte sich gegen Annas Vater, Kaiser Alexios I., verschworen, jedoch wurde das Komplott entdeckt; er wurde mit seinen Mitverschwörern gefangen genommen und zu Haft und Blendung verurteilt, der üblichen Strafe für Verräter. Sein Flehen um Gnade indes, als er die Mese, die Hauptstraße Konstantinopels, heraufgeführt wurde, brachte ihm die Sympathie des Volkes und Anna Komnenas selbst ein. Gemeinsam mit ihrer Mutter verwendete sie sich für ihn bei Alexios. Er entging der Blendung, wurde aber für mehrere Jahre in dem Turm arrestiert, der später seinen Namen tragen sollte. Der nächste Gefangene kam an, noch bevor Michael final verziehen und er entlassen wurde. Es handelte sich um Gregorios Taronites, den Dux von Chaldia, der Region um Trapezunt. Sich die relative Isolation seiner Provinz zunutze machend, hatte er im Jahr 1104 versucht, als souveräner Herrscher zu regieren. Selbst nach seiner Verhaftung, so die Alexias, blieb er aufsässig, was eine lange Periode der Einkerkerung zur Folge hatte, bevor er schlussendlich freigelassen wurde.
Der nächste Insasse war der abgesetzte Kaiser Andronikos I. Komnenos (1183–1185), der dort am Vorabend seiner Hinrichtung im Hippodrom von Konstantinopel festgehalten wurde. Dies geschah am 12. September 1185.
Der nächste namentlich bekannte Gefangene war Johannes Bekkos, damals der Chartophylax der Hagia Sophia und zukünftiger Patriarch von Konstantinopel als Johannes XI., der wegen seiner Einstellung gegen die von Kaiser Michael VIII. Palaiologos (regierte 1259–1282) beabsichtigte Wiedervereinigung der orthodoxen und der römisch-katholischen Kirchen inhaftiert wurde.
Um 1322 wurde Syrgiannes Palaiologos, der im Verlauf des Bürgerkriegs sowohl mit als auch gegen Andronikos II. Palaiologos (1282–1328) und seinen Enkel und Gegner Andronikos III. (1328–1341) komplottiert hatte, im Gefängnis des Anemas in Gewahrsam genommen, obgleich unter eher angenehmen Bedingungen, bis er um 1328 rehabilitiert und in seinen alten Ämtern bestätigt wurde.
Das Gefängnis war ein weiteres Mal in Verwendung, während dynastischer Konflikte innerhalb der Familie der Palaiologen während der 1370er Jahre. Kaiser Johannes V. Palaiologos (1341–1376, 1379–1391) brachte seinen ältesten Sohn, Andronikos IV., nach einer misslungenen Revolte hinter Schloss und Riegel. Andronikos allerdings floh, und mit genuesischer und osmanischer Unterstützung gelang es ihm, den Thron seines Vaters für drei Jahre (1376–1379) zu usurpieren. Während dieser Zeit wurden Johannes V. und dessen jüngere Söhne, Manuel – der spätere Kaiser Manuel II. Palaiologos (1391–1425) – und Theodor im Gefängnis des Anemas festgehalten.